# NGC 2782
NGC 2782 est une galaxie spirale intermédiaire située dans la constellation du Lynx. NGC 2782 a été découverte par l'astronome germano-britannique William Herschel en 1787.

## Caractéristiques
La classe de luminosité de NGC 2782 est I et elle présente une large raie HI. NGC 2782 est une galaxie à sursaut de formation d'étoiles et une galaxie active de type Seyfert 1.

### Distance
Sa vitesse par rapport au fond diffus cosmologique est de 2 774 ± 15 km/s, ce qui correspond à une distance de Hubble de 40,9 ± 2,9 Mpc (∼133 millions d'al).
À ce jour, sept mesures non basées sur le décalage vers le rouge (redshift) donnent une distance de 16,943 ± 9,252 Mpc (∼55,3 millions d'al), ce qui est à l'intérieur des valeurs de la distance de Hubble. Puisque cette galaxie est relativement rapprochée du Groupe local, il est probable que cette valeur soit plus près de la distance réelle de NGC 2782. Notons que c'est avec la valeur moyenne des mesures indépendantes, lorsqu'elles existent, que la base de données NASA/IPAC calcule le diamètre d'une galaxie.

### Classification
Wolfgang Steinicke et le professeur Seligman classent cette galaxie comme une spirale barrée, mais on ne voit pas la présence d'une barre sur la photo de l'étude SDSS. Le classement de spirale intermédiaire par les bases de données NASA/IPAC et par HyperLeda semble plus approprié.

### Luminosité dans l'infrarouge
La luminosité de la galaxie NGC 2782 dans l'infrarouge lointain (de 40 à 400 µm)  est égale à 3,24 × 1010 {\displaystyle L_{\odot }} (1010,51{\displaystyle L_{\odot }}) et sa luminosité totale dans l'infrarouge (de 8 à 1 000 µm) est de 4,79 × 1010 {\displaystyle L_{\odot }} (1010,68{\displaystyle L_{\odot }}).

## Trou noir supermassif
Selon un article basé sur les mesures de luminosité de la bande K de l'infrarouge proche du bulbe de NGC 2655, on obtient une valeur de 107,7 {\displaystyle M_{\odot }} (50 millions de masses solaires) pour le trou noir supermassif qui s'y trouve.

## Supernova
La supernova SN 1994ak a été découverte dans NGC 2782 le 24 décembre 1994 par l'astronome japonaise Reiki Kushida. Cette supernova était de type IIn.